# سالم باجميل
سالم محمد باجميلاعلامي وسياسي يمني  من مواليد  1949 م محافظة أبين

## المناصب التي تقلدها
- -السكرتير الاعلامي للرئيس الراحل سالم ربيع علي(سالمين) .
- -الوزير المفوض لدى دولة كوبا في الثمانينات.
- -اول نقيب للصحفيين اليمنيين.[بحاجة لمصدر]
- -رئيس تحرير صحيفه 14 أكتوبر .
- - رئيس تحرير صحيفة الشورى.
- -مستشار وزارة الاعلام بعد الوحدة.
- -رئيس المركز الاعلامي للمؤتمر الشعبي العام.[2]
- -يشغل حاليا منصب رئيس تحرير صحيفة 22 مايو.